# Frans De Haes
François Theophilis „Frans“ De Haes (* 28. Juli 1899 in Antwerpen; † 4. November 1923) war ein belgischer Gewichtheber.

## Leben
Frans De Haes entstammte einer Arbeiterfamilie aus Antwerpen, die 1914 während der deutschen Besatzung Belgiens während des Ersten Weltkriegs in die neutrale Niederlande floh. Dort begann De Haes mit dem Gewichtheben. Nach dem Krieg kehrte er nach Antwerpen zurück, wo er 1920 an den Olympischen Spielen im Federgewicht (bis 60 kg) teilnahm. Mit 220 Punkten erreichte er die höchste Punktzahl aller Teilnehmer und wurde somit Olympiasieger vor Alfred Schmidt und Eugène Ryter. Zwei Jahre darauf stellte er in seiner Gewichtsklasse einen neuen Weltrekord im Stoßen auf. Während der Vorbereitungen auf die Olympischen Spiele 1924 in Paris erkrankte er an Influenza und erholte sich nicht mehr. Er starb Anfang November 1923.